# Серро-Браво
Серро-Браво (исп. Cerro Bravo) — вулкан в департаменте Толима, Колумбия, на территории национального парка Лос-Невадос.
Серро-Браво — стратовулкан, высотой 4000 метров. Находится к северу от вулкана Руис. Начал формироваться в эпоху плейстоцена. Сложен преимущественно дацитами. В современный период известен плинианским типом извержения, выбросами пирокластических потоков. В результате вулканической деятельности образовался вулканический купол. В современный период вулкан извергался около десятка раз. Письменных источников об извержении вулкана нет, но радиоуглеродный анализ вулканических пород показывает, что вулкан последний раз активно себе проявлял совсем недавно, в XVIII—XIX веках. Вершина вулкана очень редко покрывается снегом.